# Mario Schiff
Pour les articles homonymes, voir Schiff.
Mario Lodivico Schiff, né le 27 août 1868 à Florence et mort le 8 mars 1915 à Naples, est un linguiste italien de langue française.

## Biographie
Fils du physiologiste allemand Moritz Schiff et neveu du chimiste italien Hugo Schiff, il passe sa prime enfance à Florence, puis fait sa scolarité à Genève, où il reçoit une instruction en langue française.
À partir de 1891, à Paris,  il suit les cours de l'École des chartes et de l'École pratique des hautes études. Il fait plusieurs séjours en Espagne avec l'un de ses oncles et apprend l'espagnol.
Sa thèse pour le diplôme d'archiviste paléographe est consacrée à la librairie (bibliothèque) de Íñigo López de Mendoza.
Il est titulaire de la chaire de langues romanes à l'Istituto di studi superiori  (Université de Florence) et chargé de cours à l'école normale de jeunes filles : l’Istituto di magistero femminile de Florence. Ses cours ont une grande variété, brassant de nombreux genres de toutes périodes : Rabelais, Du Bellay, Montaigne, Boileau, Rousseau comme des contemporains symbolistes aussi bien que des écrivains belges du début du XXe siècle. Il est l'auteur de la première traduction de La Divine Comédie en espagnol. Il est vice-président de l'Alliance française de Florence et est nommé professeur extraordinaire en 1914.

## Œuvres et publications
- Noiraude article de La Semaine Littéraire  - 1894/12/15  [courte nouvelle].
- La Bibliothèque du marquis de Santillane , Paris, Librairie Emile Bouillon, 1905.
- La Fille d’alliance de Montaigne, Marie de Gournay, Librairie Honoré Champion (Paris), 1910 (lire sur Wikisource)
- En remuant la cendre  article de La Semaine littéraire - 1911/ 09/23, p.  447-448, sur la mort de Gaspard Valette.
- Mirabeau au donjon de Vincennes. À propos d'une lettre inédite, Mercure de France (Paris), 1914, in-8° , 29 p.

Préfaces et traductions
- Éditions et traductions italiennes des Œuvres de Jean-Jacques Rousseau. Paris, Librairie Honoré Champion, 1908.
- La Revue des Bibliothèques 1908, recension des éditions et  traductions en italien des œuvres de Jean-Jacques Rousseau par Mario Schiff avec quelques additions.
- Le Décaméron : contes choisis  / traduction par Le Maçon, 1545, modernisée par François Franzoni, préface de Mario Schiff.
- Mirabeau au Donjon de Vincennes. À propos d'une lettre inedite  dans Mercure de France - 1913-11-01, p. 85-100.